# Castell de Castellfollit de la Roca

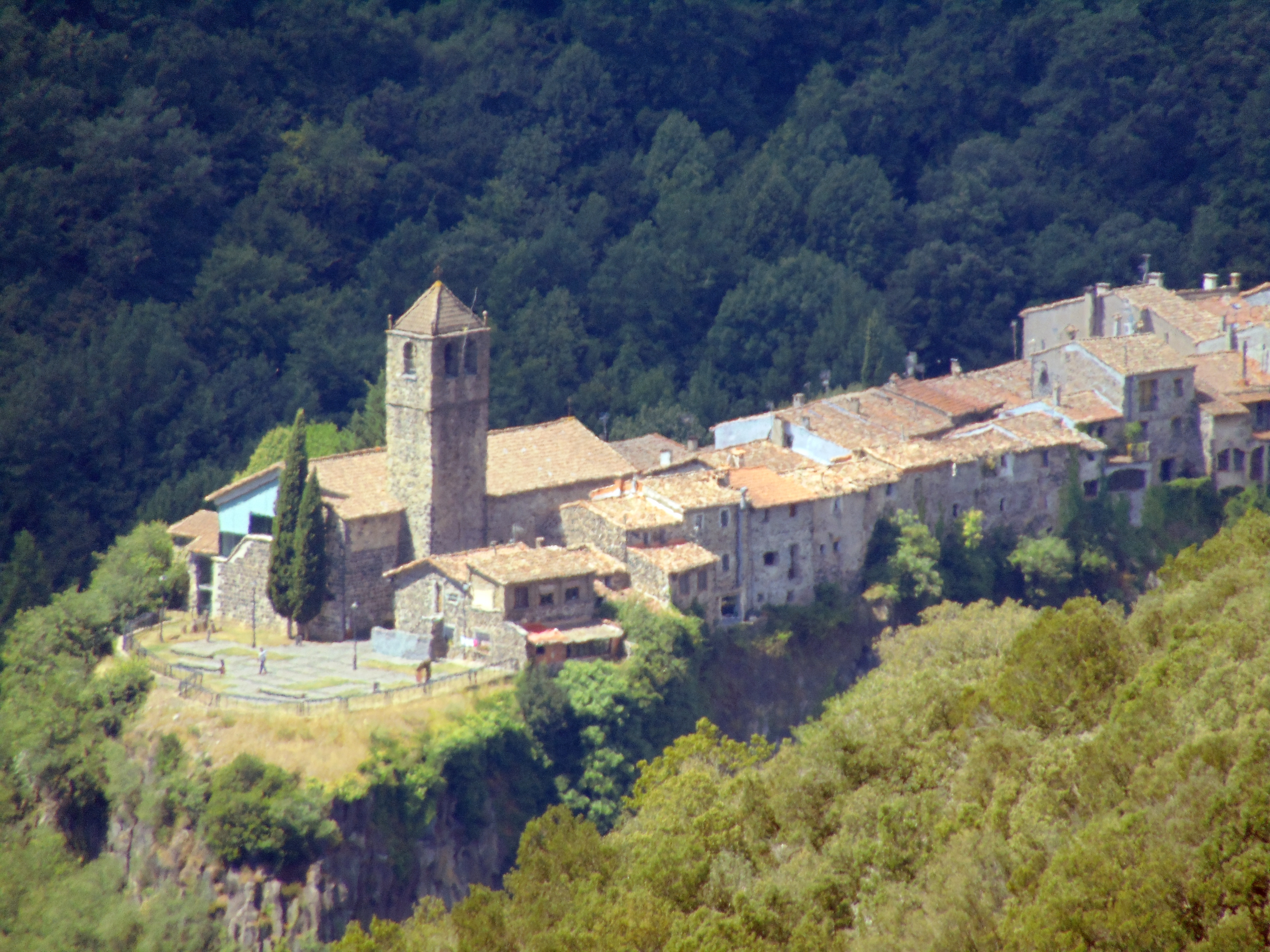
Vista des del Santuari del Cós (Montagut)

El castell de Castellfollit va ser un castell a la vila de Castellfollit de la Roca.
Havia estat de la propietat dels vescomtes de Bas, i durant aquella època, va esdevenir el centre de la baronia de Castellfollit de la Roca. L'any 1462, va caure en mans dels remences de Francesc de Verntallat durant la Guerra Civil Catalana.
El 1657, durant la Guerra dels Segadors, hi va tenir lloc una batalla en la qual els francesos van ser derrotats per les tropes castellanes comandades per Francisco de Orozco, el marquès de Mortara.
L'any 1691 l'exèrcit francès enderrocà el castell. El 1874, durant la Tercera Guerra Carlina, hi va tenir lloc un combat a les runes del castell, en el qual les forces carlines de Savalls van derrotar les republicanes de Nouvilas. Actualment, al costat de les runes del castell hi ha un edifici modern i les runes de l'Església de Sant Salvador (abans Sant Julià).
Les restes de fortificació que es conserven sembla que més aviat corresponen a la muralla que envoltava la vila. Per un plànol de l'època sabem que les restes d'un portal per la part del riu Turonell, corresponen al portal de Besalú i que d'allí partia el camí de ferradura que anava cap a aquella població. Aquest mateix plànol situa el castell, en l'angle nord-oest del nucli vell, en un espai molt petit. Però potser el castell es trobava a l'indret on l'esmentat plànol situa uns grans baluards barrocs, molt a prop del punt on situa el castell.